# Pierrefitte-en-Auge
Pour les articles homonymes, voir Pierrefitte.
Pierrefitte-en-Auge est une commune française, située dans le département du Calvados en région Normandie, peuplée de 154 habitants.

## Géographie

### Localisation
| Pont-l'Évêque | Pont-l'Évêque       | Saint-Julien-sur-Calonne (sur quelques dizaines de mètres), Manneville-la-Pipard |
| Saint-Hymer   | Pierrefitte-en-Auge | Manneville-la-Pipard                                                             |
| Saint-Hymer   | Le Breuil-en-Auge   | Fierville-les-Parcs                                                              |

### Hydrographie
La commune est située dans le bassin Seine-Normandie. Elle est drainée par la Touques,.
La Touques, d'une longueur de 108 km, prend sa source dans la commune de Champ-Haut et se jette  dans la baie de Seine en limite de Trouville-sur-Mer et de Deauville, après avoir traversé 42 communes. Les caractéristiques hydrologiques de la Touques sont données par la station hydrologique située sur la commune. Le débit moyen mensuel est de 7,17 m3/s. Le débit moyen journalier maximum est de 32,3 m3/s, atteint lors de la crue du 26 février 2024. Le débit instantané maximal est quant à lui de 40,8 m3/s, atteint le 3 février 2021.

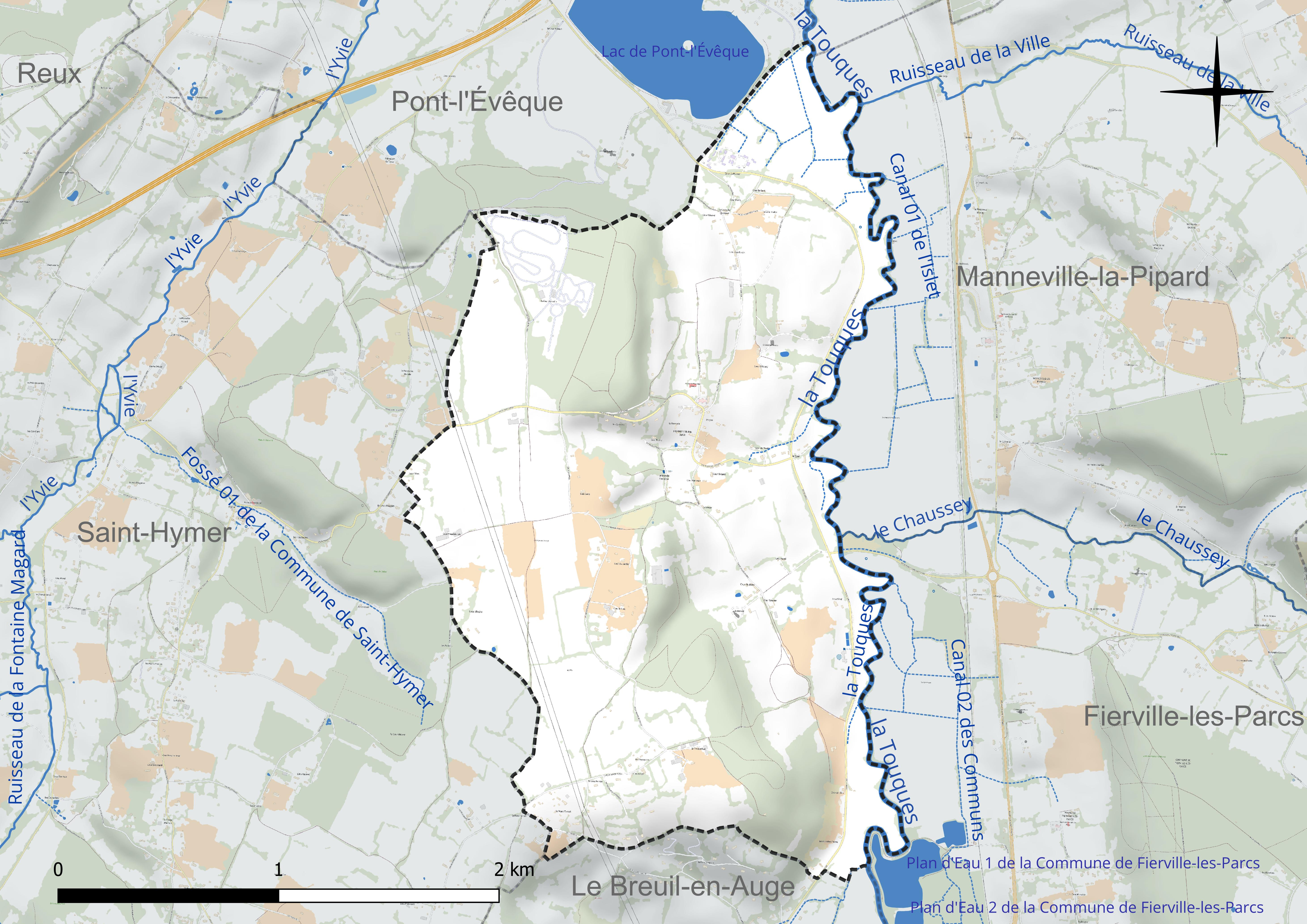
Réseau hydrographique de Pierrefitte-en-Auge.

### Climat
Pour des articles plus généraux, voir Climat de la Normandie et Climat du Calvados.
En 2010, le climat de la commune est de type climat océanique franc, selon une étude du CNRS s'appuyant sur une série de données couvrant la période 1971-2000. En 2020, Météo-France publie une typologie des climats de la France métropolitaine dans laquelle la commune est exposée à un climat océanique et est dans la région climatique  Côtes de la Manche orientale, caractérisée par un faible ensoleillement (1 550 h/an) ; forte humidité de l'air (plus de 20 h/jour avec humidité relative > 80 % en hiver), vents forts fréquents. Parallèlement le GIEC normand, un groupe régional d'experts sur le climat, différencie quant à lui, dans une étude de 2020, trois grands types de climats pour la région Normandie, nuancés à une échelle plus fine par les facteurs géographiques locaux. La commune est, selon ce zonage, exposée à un « climat contrasté des collines », correspondant au Pays d'Auge, Lieuvin et Roumois, moins directement soumis aux flux océaniques et connaissant toutefois des précipitations assez marquées en raison des reliefs collinaires qui favorisent leur formation.
Pour la période 1971-2000, la température annuelle moyenne est de 11 °C, avec  une amplitude thermique annuelle de 13 °C. Le cumul annuel moyen de précipitations est de 802 mm, avec 12,9 jours de précipitations en janvier et 8,2 jours en juillet. Pour la période 1991-2020, la température moyenne annuelle observée sur la station météorologique la plus proche, située sur la commune de Saint-Gatien-des-Bois à 10 km à vol d'oiseau, est de 11,0 °C et le cumul annuel moyen de précipitations est de 920,4 mm,. Pour l'avenir, les paramètres climatiques de la commune estimés pour 2050 selon différents scénarios d'émission de gaz à effet de serre sont consultables sur un site dédié publié par Météo-France en novembre 2022.

## Urbanisme

### Typologie
Au 1er janvier 2024, Pierrefitte-en-Auge est catégorisée commune rurale à habitat très dispersé, selon la nouvelle grille communale de densité à 7 niveaux définie par l'Insee en 2022.
Elle est située hors unité urbaine et hors attraction des villes,.

### Occupation des sols
L'occupation des sols de la commune, telle qu'elle ressort de la base de données européenne d'occupation biophysique des sols Corine Land Cover (CLC), est marquée par l'importance des territoires agricoles (86,6 % en 2018), une proportion identique à celle de 1990 (86,6 %). La répartition détaillée en 2018 est la suivante : 
prairies (80,4 %), forêts (13,3 %), terres arables (6,1 %), eaux continentales (0,1 %). L'évolution de l'occupation des sols de la commune et de ses infrastructures peut être observée sur les différentes représentations cartographiques du territoire : la carte de Cassini (XVIIIe siècle), la carte d'état-major (1820-1866) et les cartes ou photos aériennes de l'IGN pour la période actuelle (1950 à aujourd'hui).

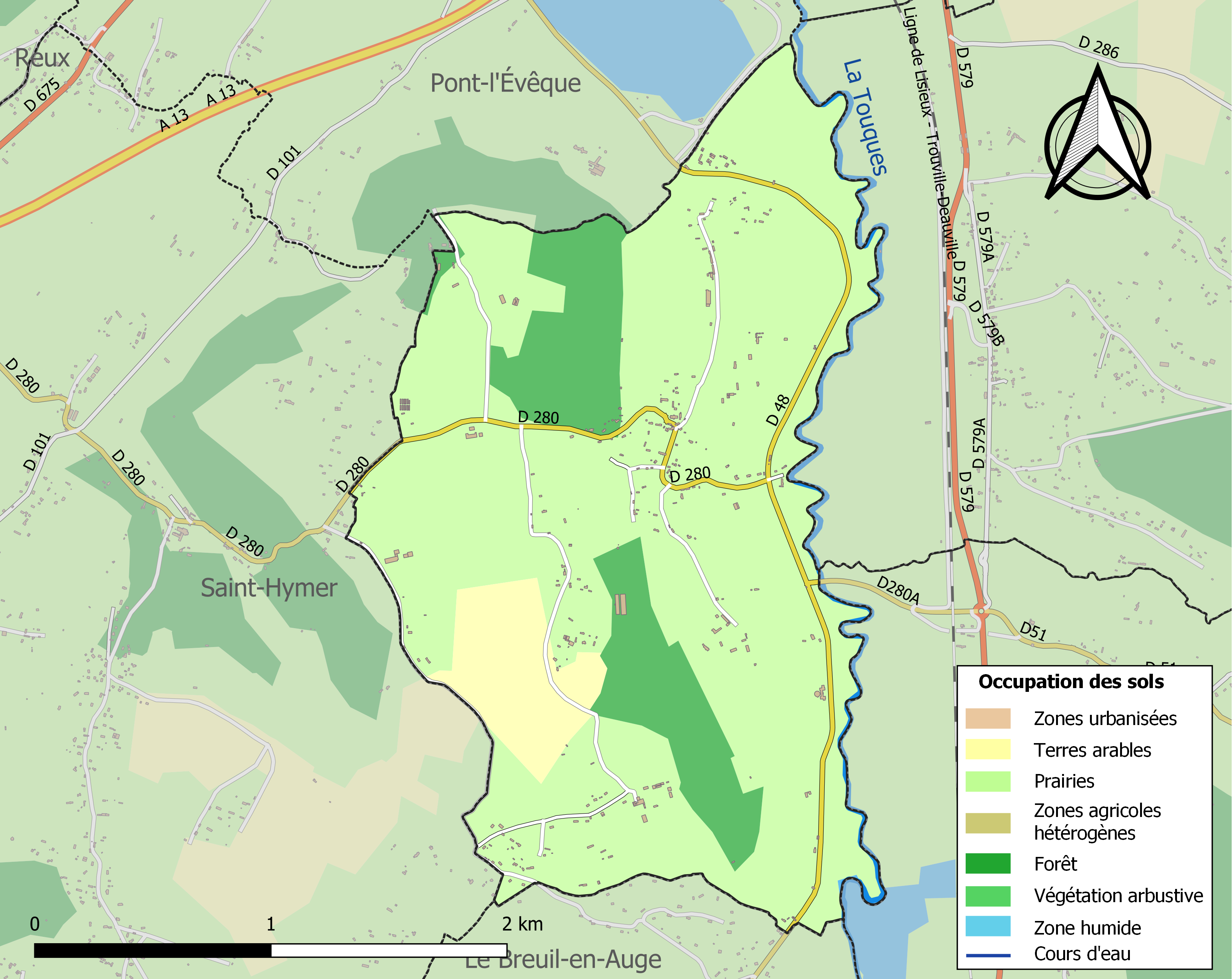
Carte des infrastructures et de l'occupation des sols de la commune en 2018 (CLC).

## Toponymie
Le nom de la localité est attesté sous les formes Petra fica en 1008, Petrafita en 1180 et petrafixa vers 1250.
Le toponyme est issu du latin petra ficta, « pierre fichée, plantée »,.
Le locatif en-Auge complétait déjà le nom en 1801 mais ne figure pas sur la carte de Cassini, en 1758.
Le gentilé est Pierrefittais.

## Politique et administration
| Période                                  | Période    | Identité                  | Étiquette     | Qualité                                |
| ---------------------------------------- | ---------- | ------------------------- | ------------- | -------------------------------------- |
| 1919                                     | 1954       | Jean Boivin-Champeaux     | ARD puis CNIP | Sénateur, président du conseil général |
| 1954                                     | 1984       | Philippe Boivin-Champeaux |               | Architecte                             |
| 1984                                     | mars 2008  | Philippe Grégoire         | SE            | Agriculteur                            |
| mars 2008                                | avril 2014 | François Hébert           | SE            | Directeur des achats                   |
| avril 2014                               | En cours   | Anne-Marie Samson         | SE            | Créatrice artisanale                   |
| Les données manquantes sont à compléter. |            |                           |               |                                        |

Le conseil municipal est composé de onze membres dont le maire et trois adjoints.

## Démographie
L'évolution du nombre d'habitants est connue à travers les recensements de la population effectués dans la commune depuis 1793. Pour les communes de moins de 10 000 habitants, une enquête de recensement portant sur toute la population est réalisée tous les cinq ans, les populations de référence des années intermédiaires étant quant à elles estimées par interpolation ou extrapolation. Pour la commune, le premier recensement exhaustif entrant dans le cadre du nouveau dispositif a été réalisé en 2004.
En 2022, la commune comptait 154 habitants, en évolution de −3,14 % par rapport à 2016 (Calvados : +1,58 %, France hors Mayotte : +2,11 %).
Au premier recensement républicain, en 1793, Pierrefitte-en-Auge comptait 466 habitants, population jamais atteinte depuis.
| 1793 | 1800 | 1806 | 1821 | 1831 | 1836 | 1841 | 1846 | 1851 |
| ---- | ---- | ---- | ---- | ---- | ---- | ---- | ---- | ---- |
| 466  | 451  | 403  | 355  | 313  | 307  | 309  | 372  | 284  |

| 1856 | 1861 | 1866 | 1872 | 1876 | 1881 | 1886 | 1891 | 1896 |
| ---- | ---- | ---- | ---- | ---- | ---- | ---- | ---- | ---- |
| 292  | 261  | 248  | 254  | 257  | 275  | 277  | 270  | 255  |

| 1901 | 1906 | 1911 | 1921 | 1926 | 1931 | 1936 | 1946 | 1954 |
| ---- | ---- | ---- | ---- | ---- | ---- | ---- | ---- | ---- |
| 223  | 203  | 204  | 210  | 171  | 193  | 173  | 216  | 197  |

| 1962 | 1968 | 1975 | 1982 | 1990 | 1999 | 2004 | 2006 | 2009 |
| ---- | ---- | ---- | ---- | ---- | ---- | ---- | ---- | ---- |
| 164  | 140  | 158  | 136  | 122  | 114  | 136  | 143  | 152  |

| 2014 | 2019 | 2022 | - | - | - | - | - | - |
| ---- | ---- | ---- | - | - | - | - | - | - |
| 156  | 159  | 154  | - | - | - | - | - | - |

## Lieux et monuments
- Église Saint-Denis, avec un plafond peint en camaïeu entre 1643 et 1645, classée au titre des Monuments historiques depuis le 17 juin 1930[28]. Elle abrite différents retables et statues classés à titre d'objets[29].
- Manoir de la Cour du Bosc.
- Maisons augeronnes typiques, à colombages et toits de chaume.
- Le château de Pierrefitte (XIXe).

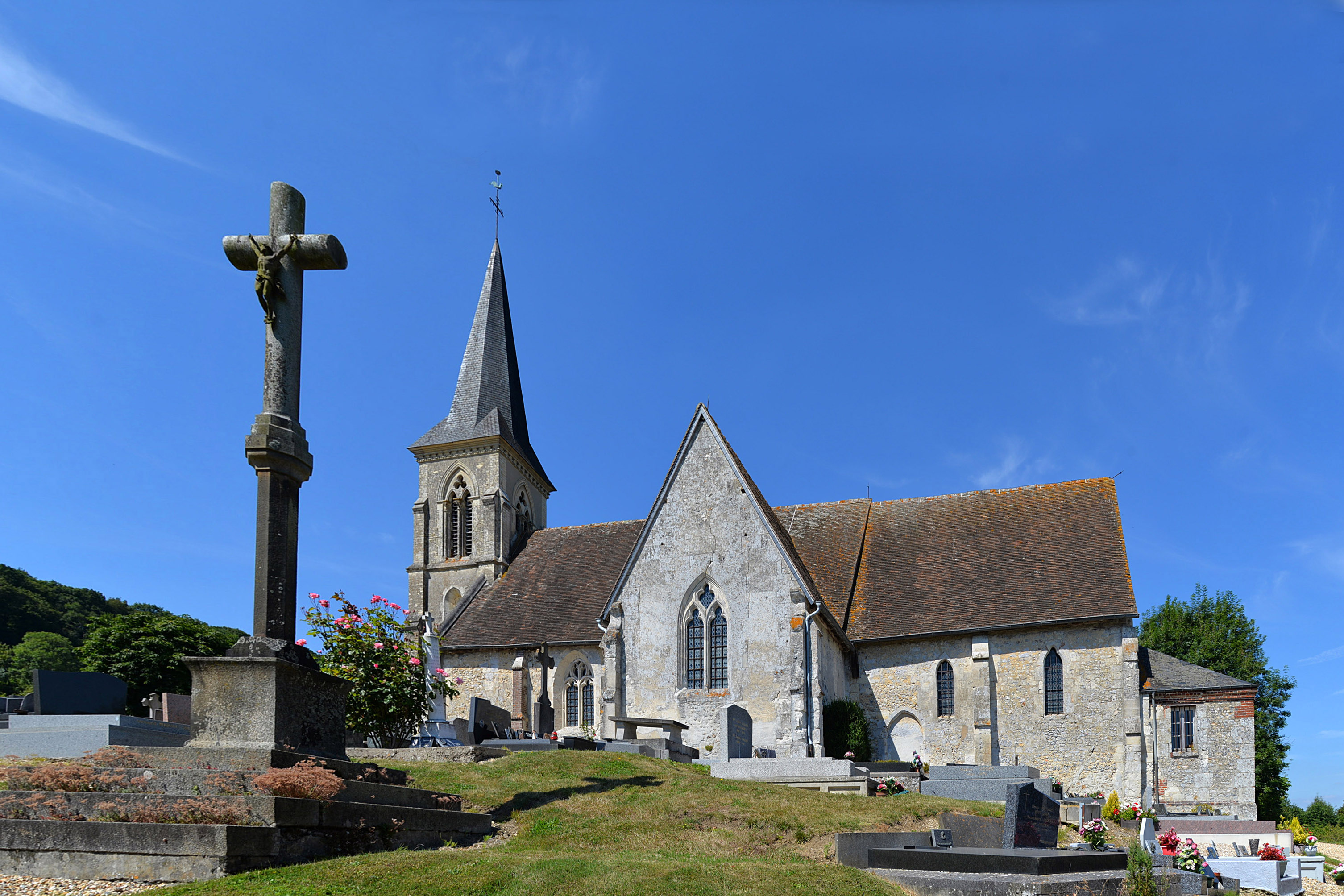
L'église Saint-Denis.
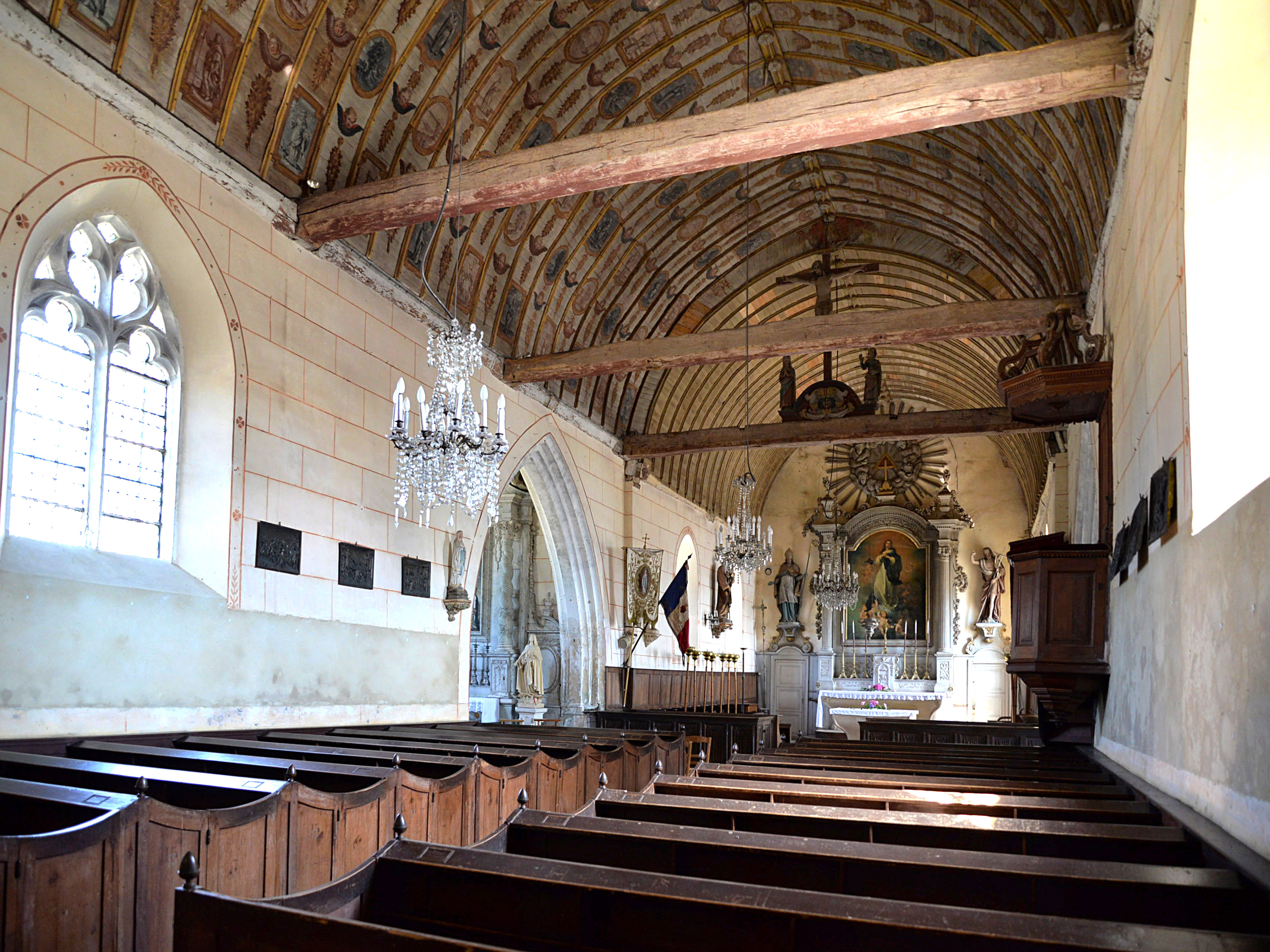
La nef de l'église Saint-Denis.
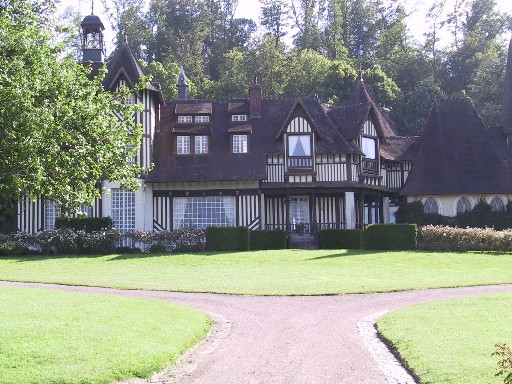
La cour du Bosc.
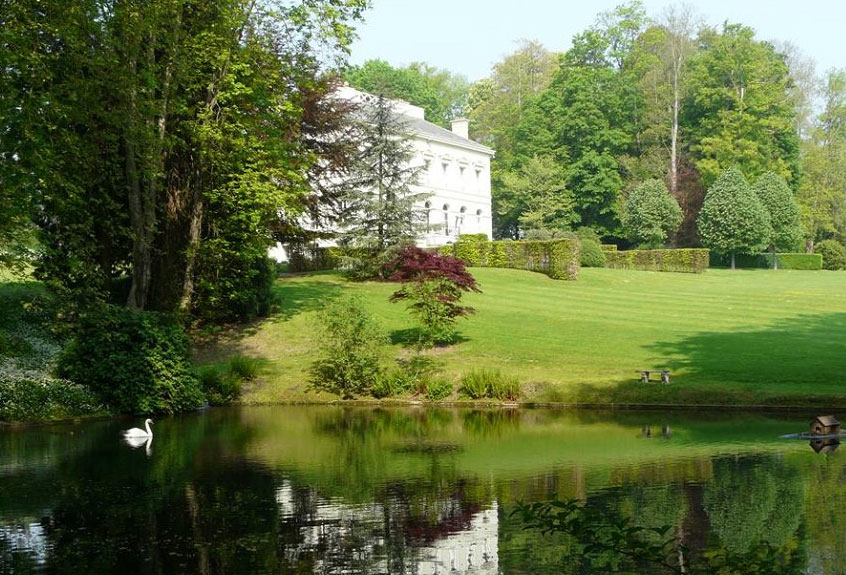
Le château de Pierrefitte.
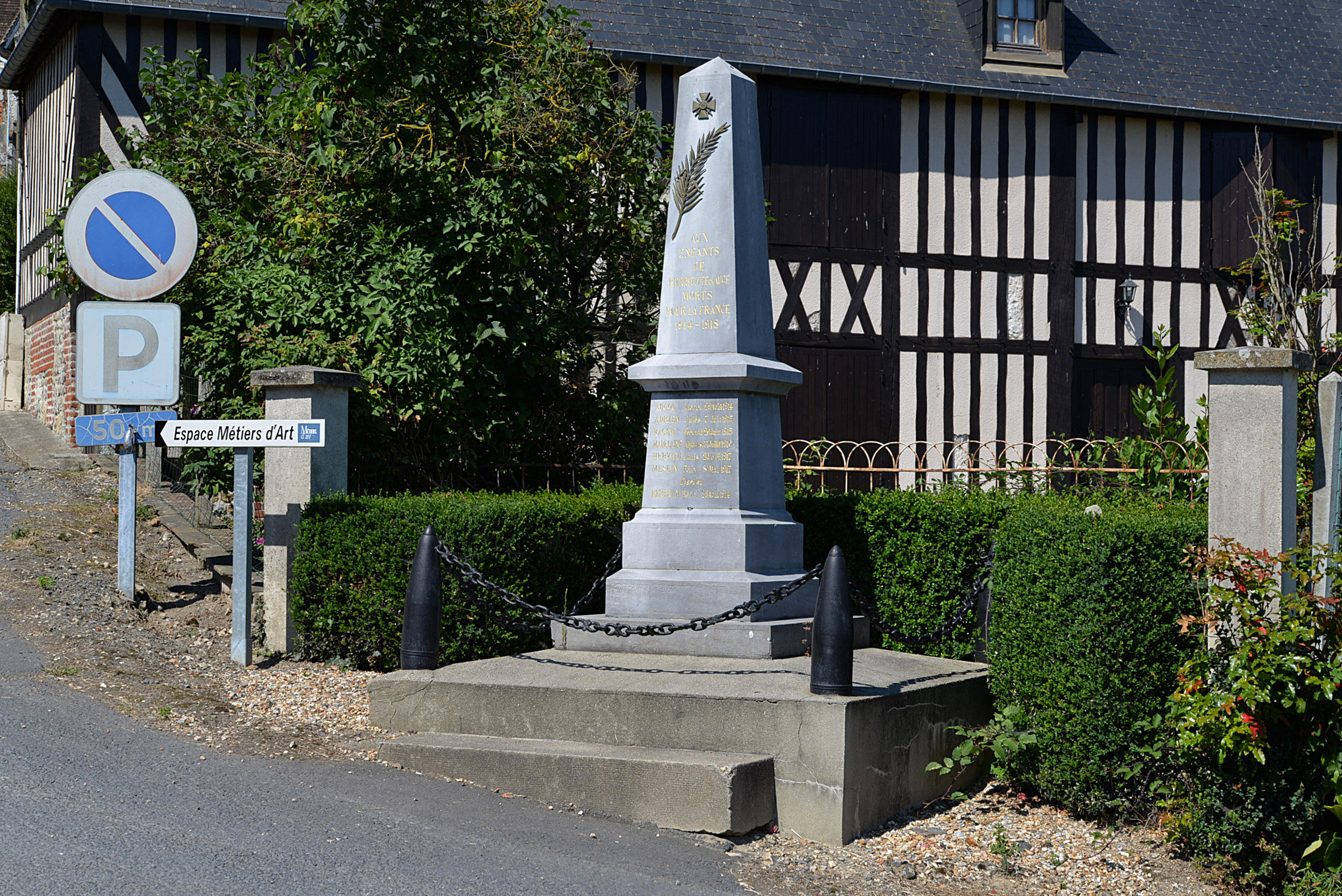
Le monument aux morts.

## Personnalités liées à la commune
- Jean Boivin-Champeaux (1887-1954), homme politique, député, maire de Pierrefitte-en-Auge.